# Кравецкий, Александр Геннадьевич
Алекса́ндр Генна́дьевич Краве́цкий (род. 8 января 1962) — российский филолог, лингвист, историк, литургист, публицист. Ведущий научный сотрудник Института русского языка им. В. В. Виноградова РАН, руководитель научного центра по изучению церковнославянского языка. Кандидат филологических наук (1999).
Автор серии статей, посвященных судьбе церковнославянской письменности, а также пособий для изучения церковнославянского языка (в соавт. с А. А. Плетневой). Публикатор материалов Поместного собора 1917—1918 годов, автор ряда статей по истории РПЦ XIX—XX веков.

## Биография
По собственному признанию, «Наша юность пришлась на время полного разочарования советской властью, а Церковь в общественном мнении пользовалась большим авторитетом. В момент, когда у нас начался поиск мировоззрения, в этом направлении двигаться было легче всего. Но для меня, человека, чьей мировоззренческой нормой был материализм, непросто было поверить в существование чего-то за пределами материи. <…> Между решением креститься и самим крещением у меня прошло около десяти лет, когда читалось все, что попадалось под руку. А последним моментом стали занятия церковнославянской письменностью».
В 1986 году окончил филологический факультет МГУ, в 1989 аспирантуру МГУ (руководитель — академик Н. И. Толстой). С 1989 сотрудник ИРЯ РАН.
В 1996 году в соавторстве с А. А. Плетнёвой выпустил учебник церковнославянского языка, выдержавший несколько переизданий.
В 1999 году защитил кандидатскую диссертацию «Проблема исправления книг в истории церковнославянского языка XX века».
В ноябре 2009 года возглавил созданный тогда же Научный центр по изучению церковнославянского языка при ИРЯ РАН. Отметил, что «наш Центр будет изучать язык современного богослужения, а не старославянский, то есть мы ориентируемся на те тексты, которые сейчас звучат во время богослужения».
С 2010 года возглавил проект создания Большого словаря церковнославянского языка Нового времени в 10-ти томах. На сегодняшний момент вышли четыре тома.
В 2000—2006 годах писал статьи на исторические темы для издательского дома «Коммерсант» под псевдонимом Александр Малахов и для ряда других издательств под псевдонимом Фома Еремин, а с 2014 года печатался в Коммерсанте под собственным именем. На основе этих публикаций в 2021 году была составлена книга «В поисках актуального прошлого». Основная тема книги — рассказ о том, каким образом формируются наши представления о прошлом, как появились повседневные практики и стереотипы, которые кажутся нам чем-то неизменным и само собой разумеющимся.
24 августа 2023 года решением Священного синода РПЦ введён в состав Синодальной богослужебной комиссии.

## Позиция по общественным вопросам
19 июня 2012 года по инициативе Александра Кравецкого появилось послание к Патриарху Московскому и всея Руси Кириллу с просьбой ходатайствовать перед судом о закрытии уголовного дела против участниц «панк-молебна», совершённого 21 февраля того же года в Храме Христа Спасителя. Письмо в общей сложности подписали более 300 человек. Передал в Патриархию письмо с собранными подписями.
В 2017 году в ответ на критику «Православной энциклопедии» со стороны Юлии Латыниной назвал данное издание одним из крупнейших гуманитарных проектов постсоветского времени, научный уровень которого очень высок. Вместе с тем, он отметил, что «мы начинаем платить по счетам за все наши „оскорблённые чувства“. Нас стали воспринимать как гонителей. В любом сообществе людей агрессивных подавляющее меньшинство, но видны именно они. Нас, к сожалению, видят такими, как те самые казаки, громящие выставки, активисты, срывающие спектакли».
25 ноября 2020 года подписал «письмо священников и мирян к христианам Беларуси» с осуждением насильственных действий белорусской власти в отношении протестующих.

## Публикации
- К изучению текста богослужебных книг (Паримейная версия Книги пророка Ионы). // Вопросы языкознания. 1991. — № 5. — С. 72-84.
- Из истории Паримейного чтения Борису и Глебу // Традиции древнейшей славянской письменности и языковая культура восточных славян. Москва, 1991. — C. 42-52.
- Дискуссии о церковнославянском языке (1917—1943) // Славяноведение. 1993. — № 5. — С. 116—135.
- О достоверности Предания (по поводу книги «Чин и устав, како подобает приимати приходящих от жидов к правей вере христианской». СПб., 1993) // Журнал Московской Патриархии. М., 1993. — № 8. — С. 108—111.
- Проблема богослужебного языка на Соборе 1917—1918 годов и в последующие десятилетия // Журнал Московской Патриархии. М., 1994. — № 2. — С. 68-87.
  - Проблема богослужебного языка на Соборе 1917-18 гг. и в последующие десятилетия // Язык Церкви. — М. : Московская высшая православно-христианская школа. — Вып. 2. — 1997. — 117 с. — С. 66-97
- Патриарх Сергий как литургист // Журнал Московской Патриархии. 1994. — № 5. — С. 37-49. (в соавторстве с А. А. Плетнёвой)
- Опыт словаря литургических символов // Славяноведение. 1995. — № 3. — С. 97-104; № 4. — С. 96-105; 1996. — № 2. — С. 87-97; 1997. — № 2. — С. 84-102; № 5. — С. 108—112.
- Священный собор 1917—1918 гг. о расстреле Николая II // Учёные записки Российского православного университета ап. Иоанна Богослова. М., 1995. — № 1. — С. 102—124.
- Проблемы Типикона на Поместном Соборе // Ученые записки Российского православного университета ап. Иоанна Богослова. М., 1995. — № 1. — С. 58-90.
- Рубан Ю. И. Сретение Господне. Опыт историко-литургического исследования. Спб.; Изд. «Ноах», 1994. 217 с. // Журнал Московской Патриархии. М., 1995. — № 11. — С. 79.
- Деятельность епископа Афанасия (Сахарова) по исправлению богослужебных книг // Славяноведение 1996. — № 1. — С. 114—124 (в соавторстве с А. А. Плетнёвой)
- Календарно-богослужебная комиссия // Ученые записки Российского православного университета ап. Иоанна Богослова. М., 1996. — № 2. — С. 171—209.
- Gottesdienstmenіum fїr den Monat Dezember nach den slavischen Handschriften der Rus’ des 12. und 13. Jahrhunderts. Teil 1: 1. bis 8. Dezember (=Patristica Slavica herausgegeben von Haans Rothe. Band 1). Westdeutscher Verlag 1997. — С. 215—298, 571—662
- Епископ Василий (Зеленцов). Общая картина отношений русской церковной власти к имябожникам в связи с вероучением об имени Божием (Подготовка к печати и публикация А. Г. Кравецкого) // Богословские труды. Сборник 33. — М., 1997. — C. 165—205.
- К истории спора о почитании имени Божия // Богословские труды. М., 1997. — № 33. — С. 155—164.
- Переписка Д. П. Огицкого с епископом Афанасием (Сахаровым) // Журнал Московской Патриархии 1997. — № 7. — С. 66-80.
- История церковнославянского языка позднего периода: Проспект // Ежегодная богословская конференция Православного Свято-Тихоновского богословского института. М., 1997. — С. 82-87.
- Способы контроля над литургическим языком в русской церкви XIX—XX в. // Człowiek-dzeło-sacrum. Redakcja naukowa Stanisław Gajda I Helmut J. Sobeczko. — Opole, 1998. — C. 345—350.
- Священный Собор Православной Российской Церкви. Из материалов Отдела о богослужении, проповедничестве и храме // Богословские труды. Сб. 34. — М., 1998. — С. 202—388.
- Литургический язык как предмет этнографии // Славянские этюды. Сборник к юбилею С. М. Толстой. — М. 1999. — С. 228—242.
- Язык литургический // Идеи в России — Ideas in Russia. — Idee w Rosji. Лодзь, 1999. — С. 438—445
- К предыстории обновленческой смуты: (Записка прот. В. Д. Красницкого «О направлении политики советской власти в отношении Православной Церкви») // Ученые записки Российского православного университета ап. Иоанна Богослова. М., 2000. — № 6. — С. 51-72.
- Три статьи Б. И. Сове (предисловие публикатора) // Церковно-исторический вестник. — М. : Общество любителей церковной истории, 2000. — № 6-7. — С. 155—158
- «Дело всей Церкви, которое долго зреет в глубинах недр церковных…» = [жизнь церкви в период от закрытия Поместного собора и до ареста патриарха — 1918—1922 гг.] // Богословский сборник. — Вып. 6 : К 75-летию кончины святого патр. Тихона [Белавина]. — М. : Православный Свято-Тихоновский Богословский институт, 2000. — 332 с. — С. 289—298
- Когда же началась обновленческая смута // Ежегодная богословская конференция Православного Свято-Тихоновского богословского института. М., 2000. — С. 344—347.
- Россия в церковной дискуссии начала XX века. // Образы России в научном, художественном и политическом дискурсах. История, теория, педагогическая практика. (Материалы международной научной конференции). — Петрозаводск, 2001. — С. 173—178.
- К истории исправления богослужебных книг в России во второй половине XIX века // Лингвистическое источниковедение и история русского языка <2001>. — М., 2002. — С. 164—182.
- Альтернативные системы в истории русской письменности XVIII—XIX века // Славянское языкознание. Материалы научной конференции (Москва, июнь 2002 г.). К XIII Международному съезду славистов. М., 2003. С. 147—155.
- К вопросу о формировании учебной редакции богослужебных книг // Лингвистическое источниковедение и история русского языка (2002—2003): сборник статей. — М. : Древлехранилище, 2003. — 534 с. — С. 454—476 (Соавт. А. А. Плетнева).
- Церковная миссия в переходную эпоху: от Церкви господствующей к церкви гонимой // Церковь и время. 2003. — № 3 (24). — С. 170—187
- Da Chiesa di Stato a Chiesa martire // La Nuova Europa. Rivista internazionale di cultura. 2003, № 3 (Atti del Convegno «Testimoni di Cristo. La memoria dei martiri del XX secolo e l’annuncio cristiano oggi in un mondo secolarizzato»), p. 16-28.
- От господствующей церкви к церкви-мученице. // Новая Европа. Международное обозрение культуры и религии. № 16. Милан-Москва, 2003. — С. 25-35
- Il nuovo sviluppo dell’atintá missionaria // Il Concilio di Mosca del 1917—1918. Atti dell’XI Convegno ecumenico internazionale di spiritualitá ortodossa sezione russa. Bose, 18-20 settembre 2003. A cura di Adalberto Mainardi monaco di Bose. Bose, 2004. — P. 247—264.
- К истории снятия клятв на дониконовские обряды // Богословские труды. М., 2004. — № 39. — С. 296—344.
- «Россия благочестивая отторглась от России мыслящей». Полемика вокруг отлучения Л. Н. Толстого // XV Ежегодная богословская конференция Православного Свято-Тихоновского гуманитарного университета. Том I. Материалы 2005 г. М., 2005. — С. 327—334
- «Корысть неимущих против корысти имущих…» (Сергей Булгаков. [Христианство и труд]. Доклад, прочитанный 9/22 февраля 1918 года на заседании Отдела о внутренней и внешней миссии Поместного Собора Российской Православной Церкви. // Отечественные записки. 2005. — № 6 (21). — С. 47-53.
- «Социализм предреченный в образе Самсона» // Вереница литер. К 60-летию В. М. Живова. — М., «Языки славянской культуры», 2006. — С. 579—603.
- Миссионерская деятельность обновленцев. // XVI Ежегодная богословская конференция Православного Свято-Тихоновского гуманитарного университета. Том I. Материалы 2005 г. — М., 2006. — С. 140—146
- Миссия в эпоху гонений // Церковь и время. 2006. — N 4 (37). — С. 159—179
- «Соревнование» или «конкурс» // Известия РАН. Серия литературы и языка, 2007, том 66. С. 67-70.
- La Missione all’epoca delle persecuzioni. Scisma del rinnovamento, propaganda antireligiosa e chiesa catacombale tra i concili del 1917—1918 e del 1943. // Le Missioni della Chiesa Orthodossa Russa. Atti del XIV Convegno ecumenico internazionale di spiritualitá ortodossa sezionne russa. Bose, 18-20 settembre a cura di Adalberto Mainardi, vjnaco di Bose. — Bose, 2007. — P. 263—286.
- У истоков церковной смуты. Отчет митрополита Платона (Рождественского) о созыве Всеукраинского церковного собора. Публикация А. Г. Кравецкого // Отечественные записки № 34. — М., 2007. — С. 247—267.
- Формирование первого безбожного поколения. // XVII ежегодная богословская конференция Православного Свято-Тихоновского гуманитарного университета. Т. 1. — М., 2007. — C. 220—226
- Российское духовенство и свержение монархии в 1917 году: Материалы и архивные документы по истории Русской Православной Церкви / Сост., предисл. и прим. М. А. Бабкин. М.: «Индрик», 2006 // Богословские труды. М., 2007. — № 41. — С. 567—570.
- Контроверза Москва-Санкт-Петербург в зеркале церковнославянской орфографии // Прикладна лiнгвiстика та лiнгвистичнi технологiї. Megaling 2007. — Київ, 2008. — С. 177—185.
- Перевод или пересказ: к истории восприятия Библии в России конца XVIII—XIX в. // Перевод Библии как фактор сохранения и развития языков народов РФ и СНГ. Материалы конференции. — М. 2008. — С. 59-62 (в соавторстве с А. А. Плетнева)
- Светское, советское и конфессиональное // Отечественные записки 2008. — № 1 (40). — С. 198—219.
- К истории Декрета об отделении Церкви от государства // "1917-й: Церковь и судьбы России. Материалы международной конференции. М., 2008. С. 134—140.
- Служба, промысел, работа: к истории слов и понятий // Очерки исторической семантики русского языка раннего Нового времени. М., 2009. — С. 102—200 (соавт. А. А. Плетнева).
- Библейские переводы и языковая ситуация в России в первой четверти XIX века // Православный собеседник. 2009. — Вып. 1 (19). — С. 23- 30
- Языки современного богослужения // Меневские чтения. Т. 3 : Роль богослужения в Церкви : Сборник материалов Третьей научной конференции «Меневские чтения» (9-10 сентября 2008 г.). — Сергиев Посад : Приход Сергиевской церви в Семхозе, 2009. — 142 с. — С. 45-52
- Rotture e legami. Le sorti della pietà tradizionale nella Russia del XX secolo // La Nuova Europa №. 1, 2010. — P. 109—122.
- Лингвистические и текстологические стандарты синодальных типографий // Лингвистическое источниковедение и история русского литературного языка 2006—2009. — М., 2010. — С. 470—502.
- Экстралингвистические факторы в нормализации языка и текста славянской Библии // Вопросы культуры речи / Отв. ред. А. Д. Шмелев. — М., 2011. — С. 403—407.
- История одной коммуникационной ошибки: Миссионерский совет при Св. Синоде (16 марта 1945 — 19 октября 1949) // Przegląd Wschodnioeuropejski 3: 2012 (Wydawnictwo Uniwersytetu Warmińsko-Mazurskiego w Olsztynie). — C. 143—154.
- Послесловие к новому переводу «Домостроя» // Домострой. Перевод с древнерусского А. А. Плетневой. Научный редактор А. Г. Кравецкий. — М. 2012. — С. 134—144 (соавт. А. А. Плетнева)
- Кликуши: к истории слова и понятия // Эволюция понятий в свете истории русской культуры. Ответственные ред. В. М. Живов, Ю. В. Кагарлицкий. — М., 2012. — С. 109—129.
- Литургический самиздат XX века: языковые особенности и проблемы рецепции // Latopisy Akademii Supraskiej. Vol. 3. Język naszej modlitvy — dawnej I dziś. Pod redakcją Urszuli Pawluczuk. Białystok 2012. — P. 85-94.
- Церковнославянский язык как один из современных славянских языков // Славянское языкознание. XV Международный съезд славистов. Минск, 2013 г. Доклады российской делегации. — М., 2013. — С. 571—589
- Наименование исторических реалий в богослужебных текстах конца XX — начала XXI века // Два венка. Посвящение Ольге Седаковой. — М., 2013. — С. 125—142 (Соавт. А. А. Плетнева)
- Из опыта работы над словарем современного церковнославянского языка // Вестник Православного Свято-Тихоновского богословского университета. III Филология. № 4 (34) 2013. С. 40-57 (Соавт. И. С. Добровольский, Н. В. Калужнина, свящ. Федор Людоговский, А. А. Плетнева, А. Н. Хитров)
- Петербургские полиглотты конца XIX века // Лингвистическое источниковедение и история русского литературного языка 2012—2013. — М., 2013. — С. 240—259
- Минейные службы Нового времени: история, поэтика, семантика // Минеи: образец гимнографической литературы и средство формирования мировоззрения православных / Под редакцией Елены Потехиной и Александра Кравецкого. — Olsztyn, 2013. — С. 15-90
- Kirchliche Mission in Zeiten der Umwälzung: Heiden und Muslime // Die Ostkirchlichen Studien. Herausgegeben vom Ostkirchen Institut an der Universität Würzburg. 63 (2014). Heft 2. — P. 243—293
- История русской гимнографии: осуществленные и неосуществленные проекты // Przegląd Wschodnioeuropejski Vol. V/I. 2014 (Wydawnictwo Uniwersytetu Warmińsko-Mazurskiego w Olsztynie). — P. 189—198
- Социолингвистические аспекты первых переводов Библии на русский язык // Slovĕne. 2015. — Т. IV. — № 1. — С. 191—203
- Церковнославянский язык XVIII—XXI века как контактная зона // Материалы Международной научной конференции «Языковой контакт» (IX Супруновские чтения). Минск, 2015.
- Материалы дискуссии об употреблении прописных букв в книгах церковной печати (1876—1892) // Труды Института русского языка им. В. В. Виноградова. Вып. 5. Лингвистическое источниковедение и история русского литературного языка. Москва, 2015. — С. 149—185.
- La rinascita del culto Cirillo-Metodiano nella Russia del XIX secolo: progetti realizzati e disattesi // I santi Cirillo e Metodio e la loro eredità religiosa e culturale ponte tra Oriente e Occidente. / A cura di Emilia Hraboveć, Pierantonio Piati, Rita Tolomeo. Libreria Editrice Vaticana. Bratislava, 2015. — P. 223—234
- Revival, Invention, Reconstruction: Some Features of Church Practice in the Twentieth Century // Texts. Art and Literature Scientific and Analytical Journal. 4. 2016. Bruxelles, 2016 (ISSN 22948902). — P. 85-102.
- Комиссии по исправлению богослужебных книг и синодальные типографии // Труды Института русского языка им. В. В. Виноградова. Вып. IX. История русского языка и культуры. Памяти Виктора Марковича Живова. М., 2016. — С. 311—320.
- Колбаса древнерусских кормчих // Slavische Geisteskultur: Etnolinguistische und philologische Forschungen. Zum 90. Geburtstag von N.I.Tolstoj. Teil 2. Славянская духовная культура: этнолингвистические и филологические исследования. Часть 2. К 90-летию со дня рождения Н. И. Толстого. (Philologica Slavica Vindobonensia. Band 3). Frankfurt am Main, 2016. — P. 93-112.
- Типология литургических переводов: Российская империя — РСФСР — СССР — РФ (XVIII—XXI вв.) // Žeňuch, Peter — Zubko, Peter et alii: Liturgické jazyky v duchovnej kultúre Slovanov. Monotematický súbor štúdií. Bratislava: Slavistický ústav Jána Stanislava Slovenskej akadémie vied, Slovenský komitét slavistov, 2017. — 368 s. — C. 227—239
- Die projekte des Landeskonzils für liturgische Reformen: Rückgriff auf Altes oder Modernisierung // Ostkirchliche Studien 2017. Band 66. Heft 2. — P. 293—312.
- Литургическая поэзия и её читатели // Дары. Альманах современной христианской культуры. Вып. 3. М., 2018. — С. 31-37.
- Переводы литургических текстов на национальные языки: цели, задачи и предполагаемые аудитории // К XVI Международному съезду славистов. Материалы тематического блока «Литургические языки Slavia Orthodoxa в Новое и Новейшее время».
- Обращение к старообрядческому опыту в дискуссии о церковных реформах богослужения на рубеже XIX—XX веков // Свет Христов просвещает всех: альманах Свято-Филаретовского института. — 2018. — Вып. 27 — С. 52-64
- Проблемы языка богослужения: 150 лет назад и сегодня // Язык православного богослужения: история, традиции, современная практика: Материалы I Международной научно-практической конференции (23 мая 2019 г.). — Нижний Новгород : ООО «Бегемот НН», 2019. — 160 с. — С. 8-37
- Церковнославянский язык сегодня // Журнал Московской патриархии. 2019. — № 12 (937). — С. 62-66
- Материалы к истории дискуссии о веществах таинства Евхаристии на Поместном Соборе 1917—1918 гг. // Богословские труды. 2019. — Вып. 49. — C. 218—219
- Имитация архаики: история культа царевны Софьи и риторические стратегии посланий к ней // Przegląd Wschodnioeuropejski. 2020. — T. 1. — C. 145—160
- Неизвестный церковно-исторический проект иеромонаха Германа (Вейнберга), будущего епископа Алма-Атинского // Вестник ПСТГУ. Серия II: История. История Русской Православной Церкви. 2021. — Вып. 98. — С. 93-105.

- Большой словарь церковнославянского языка Нового времени / Под ред. А. Г. Кравецкого, А. А. Плетневой. — М.: Словари XXI века, 2016. — Т. I. А—Б. — 448 с. — ISBN 978-5-9907385-5-3.
- Большой словарь церковнославянского языка Нового времени. Том II. В / Под ред. А. Г. Кравецкого, А. А. Плетневой. — М.: АСТ-Пресс, 2019. — 544 с. — ISBN 978-5-9909263-1-8.
- Большой словарь церковнославянского языка Нового времени. Т III. Г—Е / Под ред. А. Г. Кравецкого, А. А. Плетневой. — М.: Грамота, 2021. — 480 с. — ISBN 978-5-9909264-3-1.
- Большой словарь церковнославянского языка Нового времени. Том IV. Ж—З / Под ред. А. Г. Кравецкого, А. А. Плетневой. — М.: НИЯУ МИФИ, 2023. — 364 с. — ISBN 978-5-7262-3012-2.

- Церковнославянский язык: для светских и духовных гимназий, лицеев, воскресных школ; науч. ред. В. М. Живов. — М. : Просвещение: Учебная литература, 1996. — 192 с.
  - Церковнославянский язык: учебник для воскресных (приходских) школ, правосл. гимназий и лицеев; науч. ред. В. М. Живов. — 2-е изд., доп. и перераб. — М. : Древо добра, 2001. — 287 с.
  - Церковнославянский язык: учебник для воскресных (приходских) школ, православных гимназий и лицеев. — 3-е изд., перераб. и доп. — М. : Издательский совет Русской православной церкви, 2005. — 272 с.
  - Церковнославянский язык: учебное издание для общеобразовательных учебных заведений, духовных училищ, гимназий, воскресных школ и самообразования. — 4-е изд., перераб. и доп.. — М.: Издательский совет Русской православной церкви, 2006. — 272 с. — ISBN 5-88017-079-9.
- История церковнославянского языка в России (конец XIX-XX в.) / отв. ред. А. М. Молдован. — М.: Языки русской культуры, 2001. — 400 с. — ISBN 5-7859-0203-6.
- Церковно-славянский язык: академический учебник. — Москва: АСТ-Пресс Книга, 2013. — 272 с. — ISBN 978-5-462-01216-7.
- Церковно-славянский язык: академический учебник. — Москва: Издательство Сретенского монастыря; Аст-Пресс Книга, 2014. — 272 с. — ISBN 978-5-462-01216-7.
- Большой словарь церковнославянского языка нового времени. Т. I. А—Б / Под ред. А. Г. Кравецкого, А. А. Плетневой. — М.: Словари XXI века, 2016. — 448 с. — (Настольные словари русского языка). — ISBN 978-5-9907385-5-3.
- Большой словарь церковнославянского языка нового времени. Т. II. В / Под ред. А. Г. Кравецкого, А. А. Плетневой. — М.: АСТ-Пресс, 2019. — 544 с. — (Настольные словари русского языка). — ISBN 978-5-9909263-1-8.
- Большой словарь церковнославянского языка нового времени. Т. 3: Г—Е / под редакцией А. Г. Кравецкого и А. А. Плетневой. — М.: Словари XXI века, 2021. — 478 с. — (Программа «Словари XXI века» / Институт русского языка им. В. В. Виноградова РАН). — ISBN 978-5-9909264-3-1 .

- Священный Собор Православной Российской церкви 1917—1918 гг.: обзор деяний. Третья сессия — М. : Крутицкое патриаршее подворье : Общество любителей церковной истории, 2000. — 430 с. ; 21 см. — (Материалы по истории Церкви. Кн. 30). (в соавторстве с Г. Шульцем)
- Священный Собор Православной Российской Церкви 1917—1918 гг. Обзор деяний. Вторая сессия. — М.: Крутицкое Патриаршее подворье и Общество любителей церковной истории. Москва, 2001. (Серия «Материалы по истории Церкви, кн. 30»). (в соавторстве с Г. Шульцем)
- Священный Собор Православной Российской церкви 1917—1918 гг.: Обзор деяний. Первая сессия. — М. : Крутицкое патриаршее подворье : Общество любителей церковной истории, 2002. — 452 с. (в соавторстве с А. А. Плетнёвой, Гезела-Афанасией Шредер и Гюнтером Шульцем)
- Святитель Афанасий Ковровский: биографический очерк. — М. : Матренин двор, 2007. — 136 с.
  - Святитель Афанасий Ковровский. биографический очерк. — Владимир: Транзит-икс, 2012
- Церковная миссия в эпоху перемен (между проповедью и диалогом) / Научный редактор прот. Н.Балашов. — М.: Круглый стол по религиозному образованию и диаконии, 2012. — 710 с. — (Церковные реформы : дискуссии в Православной Российской церкви начала XX века: Поместный Собор 1917—1918 гг. и предсоборный период).

- Истинный друг переводчика (О. А. Седакова. Церковнославянско-русские паронимы. Материалы к словарю) // Отечественные записки. — 2005. — № 1 (22). — С. 284—286
- Церковная служба по гиперссылкам // gazeta.ru, 24.01.2011
- Демократия в Церкви: почему священников не выбирают // nsad.ru, 07.06.2011
- Современные молитвы: кто автор? // nsad.ru, 14.11.2011
- Музей гонимой Церкви // nsad.ru, 18.04.2012
- Совсем не скауты // nsad.ru, 17.05.2012
- Миссия или религиозная пропаганда? // nsad.ru, 13.06.2012
- Священноисповедник Афанасий (Сахаров): когда время не имеет значения // nsad.ru, 05.07.2013
- Александр Кравецкий: Запрет отдельных фраз и намеков на взятку мгновенно спровоцирует появление других // «Православие и мир», 15 марта 2013
- Виктор Маркович Живов (05.02.1945-17.04.2013) // Журнал Московской Патриархии. 2013. — № 6. — С. 110—111.
- «Домострой» для прогрессивной общественности. Как пособие по ведению хозяйства превратилось в символ насилия и несвободы // Коммерсант-Деньги от 09.06.2014.
- Плюс урбанизация всей страны. Почему для российских правителей города важнее деревень // Коммерсант-Деньги от 07.07.2014.
- Право на праздность. В чём пролетариат хотел быть похожим на дворянство // Коммерсант-Деньги от 01.09.2014.
- Тайная кухня Елены Молоховец. Чего не знают молодые хозяйки об авторе знаменитой поваренной книги // Коммерсант-Деньги от 22.09.2014.
- Меценат, презиравший искусство. Зачем князь Тенишев поддерживал ученых и художников // Коммерсант-Деньги от 20.10.2014.
- Ход конем за три моря. Во что обошлось Афанасию Никитину путешествие в Индию // Коммерсант-Деньги от 24.11.2014.
- Грудные просторы. Как просветители учили российских женщин кормить детей // Коммерсант-Деньги № 9 от 9.03.2015. (в соавторстве с А. А. Плетнёвой)
- Тур духа / Как стали популярными путешествия по святым местам // Коммерсант-Деньги № 13 от 6.04.2015.
- Церковнославянский язык меняется под влиянием современности // «Коммерсантъ Наука» № 3 от 21.04.2015. — C. 42-43. (в соавторстве с А. А. Плетнёвой)
- Главный по разжиганию. Как московский главнокомандующий занимался пропагандой ненависти // «Коммерсант-Деньги» № 22. 08.07.2015.
- Красный приход. Как советская власть грабила церковь // Коммерсант-Деньги № 23 от 26.01.2015.
- Боевой первопечатник. Неканонические подробности из жизни Ивана Федорова // Коммерсант-Деньги № 19 от 18.05.2015.
- Агент скульптурной революции. За что бунтаря Сергея Коненкова любили власти // «Коммерсант-Деньги» № 24 от 22.06.2015.
- Общины и следствия. Русская деревня как прообраз социального государства // «Коммерсант-Деньги» № 30 от 03.08.2015.
- Буква против духа. Почему ликвидация безграмотности в России привела к отрыву от исторических корней // «Коммерсант-Деньги» № 34 от 31.08.2015.
- В поисках нового прошлого. Почему придуманная история популярнее настоящей // «Коммерсант-деньги» № 37 от 21.09.2015.
- Прожектер всея Руси. Как реформатор и народа бросил вызов Петру I // «Коммерсант-Деньги» № 45 от 16.11.2015.
- Блоги старины глубокой. Чем дневники обычных людей ценны для истории // «Коммерсант-Деньги» № 48 от 07.12.15.
- Почем копии для народа. Как Иван Цветаев собирал средства и экспонаты для музея изящных искусств // Коммерсант-Деньги № 4 от 01.02.2016.
- Конспиролог всея Руси. Как автор «Протоколов сионских мудрецов» создал образцовую теорию заговора // Коммерсант-Деньги № 6 от 15.02.2016. — С. 43-50.
- Иконы советского стиля. Как богомазы служили идеям коммунизма // Коммерсант-Деньги № 11 от 21.03.2016.
- Покойники прогресса. История кремации в России // Коммерсант-Деньги № 16 от 25.04.2016. С. 36-42.
- Первый профессор на деревне. Каким Сергей Рачинский был меценатом // Коммерсант-Деньги № 19 от 16.05.2016. С. 35-42.
- Именем контрацепции. Как в России учились контролировать рождаемость  // Коммерсант-Деньги № 23 от 13.06.2016.
- Великий русский издатель. Как крестьянский сын Иван Сытин стал просветителем и эксплуататором народа // Коммерсант-Деньги № 25 от 27.06.2016.
- Церковный доход. На что жили приходские священники // Коммерсант-Деньги № 29 от 25.07.2016. С. 43-50.
- Библия на чуждых носителях. Как иностранные агенты распространяли в России слово Божие // Коммерсант-Деньги № 34 от 29.08.2016.
- Обожаемый историк. Тимофей Грановский: блестящий профессор, который не занимался наукой // Коммерсант-Деньги № 40 от 10.10.2016.
- Труп на благо общества. Анатомический театр как важнейшее из искусств // Коммерсант-Деньги № 42 от 24.10.2016. С. 39-46.
- Патриоты местного значения. Чучела, прялки и другие инструменты любви к родине // Коммерсант-Деньги № 46 от 21.11.2016.
- Экзотическая Русь. Московия глазами иностранцев // Коммерсант-Деньги № 51 от 26.12.2016.
- Взлет Божьей милостью. Как работали социальные лифты до революции // Еженедельный «Коммерсант». 21.01.2017.
- Современное прочтение очень старых слов // «Коммерсантъ Наука» № 1 от 24.02.2017. — C. 30-31. (в соавторстве с А. А. Плетнёвой)
- Господин просветитель. Как борец с невежеством стал врагом российской власти // Еженедельный «Коммерсант». 18.02.2017.
- Распродажа Эрмитажа. Как большевики торговали шедеврами из музейных коллекций // Еженедельный «Коммерсант». 29.04.2017.
- Братья — славянам. Кирилл и Мефодий создатели славянской письменности и первые славянофилы // Коммерсант 13.05.2017.
- Митрополит от революции. История священника на службе большевикам // Еженедельный «Коммерсант». 10.06.2017.
- Театральный приказ. Как русские цари создавали и запрещали театр // Еженедельный «Коммерсант». 11.07.2017.
- Менеджер гнезда Петрова. Как история превратила Якова Брюс из ученого в колдуна // Еженедельный «Коммерсант». 19.08.2017.
- Почему православные борются с современным искусством // «Православие и мир» 21.09.2017.
- Миф наш / Как царские и советские власти придумывали Крым // Еженедельный «Коммерсант», 08.10.2017.
- Гражданская война продолжается в наших головах // «Православие и мир» 10.10.2017.
- Не мы завели, не нам и менять! // «Православие и мир» 26.10.2017.
- Святые без разрешения. Кого канонизируют в России // Еженедельный «Коммерсант». 26.11.2017.
- Хранитель церковной науки, от которого не осталось имени // «Православие и мир» 4.11.2017.
- Собиратели азбучных истин. Зачем пишут энциклопедии // Еженедельный «Коммерсант». 12.11.2017.
- Заветам Ленина верны: почему не надо сносить памятники революционным деятелям // Православие и мир. 26.12.2017.
- Почему Новый год так и не удалось воцерковить // «Православие и мир» 31.12.2017.
- Грамматический террор. Как большевики свергли правила орфографии // Еженедельный «Коммерсант», 04.01.2018. (в соавторстве с А. А. Плетнёвой)
- Вся власть собору. Как 100 лет назад церковь отделялась от государства // Еженедельный «Коммерсант», 07.01.2018.
- «Я выйду на сцену и скажу: а сейчас дискотека» // «Православие и мир», 22.01.2018.
- Ценители бересты. Почему новгородские грамоты — одно из главных открытий XX века // Еженедельный «Коммерсант», 10.02.2018.
- Благородные собрания. Как коллекционеры оставляют свой след в истории // Еженедельный «Коммерсант», 10.03.2018.
- Бессмертная лапша. Как выдуманные писатели становятся знаменитыми // Еженедельный «Коммерсант», 31.03.2018.
- «Огнегривый лев и синий вол, исполненный очей» — поэт, который переводил богослужения // «Православие и мир» 07.01.2018.
- Архитектор российской античности. Как Николай Львов создал образ дворянской усадьбы // Еженедельный «Коммерсант», 01.05.2018.
- Поповичи революции. Как семинаристы становились бунтарями и террористами // Еженедельный «Коммерсант», 02.06.2018.
- Неоднозначный святой. Как Иоанн Кронштадтский ломал стереотипы // Еженедельный «Коммерсант», 23.06.2018.
- Достоверный Серафим. Как создаются биографии святых // Еженедельный «Коммерсант», 21.07.2018.
- Что общего между кофе, церковнославянским языком и пенсионной реформой // «Православие и мир», 6 сентября 2018
- Опыт недоверия. Почему жители не верят «гуманным» обещаниям и выступают против благотворительных проектов // «Православие и мир», 2 октября 2018
- Непреодолимые соборы История отношений Москвы и Константинополя // «Коммерсантъ» от 20.10.2018
- Охота на самозванку Похождения самой знаменитой в России авантюристки // «Коммерсантъ» от 24.11.2018
- Окружающий текст. О чём в России пишут на заборах // «Коммерсантъ» от 24.11.2018
- Райкомовская «крыша» и «поповская пропаганда» — как в 1988 году при райкоме комсомола учили церковнославянскому // «Православие и мир», 25 октября 2018
- Когда время не имеет значения. Святитель Афанасий исповедник, епископ Ковровский // «Православие и мир», 28 октября 2018
- Церковнославянская онлайн-грамота Исследования. лингвистика // «Коммерсант-Наука». Приложение № 63 от 20.12.2018. — C. 35